# الکترو-وویس
الکترو-وویس (انگلیسی: Electro-Voice) شرکت الکترونیک آمریکایی است، که در سال ۱۹۳۰ تأسیس شد.